# Nikolskaja Słoboda (obwód briański)
Nikolskaja Słoboda (ros. Никольская Слобода) – wieś (dieriewnia) w Rosji, w obwodzie briańskim, w rejonie żukowskim. W 2010 liczyła 1003 mieszkańców.